# Machine (canção de Imagine Dragons)
"Machine" é uma canção  da banda norte-americana de pop rock Imagine Dragons, que co-escreveu com seu produtor Alex da Kid. É o terceiro single do quarto álbum de estúdio da banda, Origins (2018).

## Antecedentes
Um trecho da faixa foi divulgado no trailer de Origins. A canção foi anunciada oficialmente nas redes sociais um dia antes de ser lançada. No Twitter, a arte da capa da single foi postado, bem como a legenda: "Nossa nova canção Machine sairá AMANHÃ de manhã".

## Recepção da crítica
Em uma avaliação positiva do álbum, feita pela The Independent, a canção, juntamente com outro single do álbum, "Natural", foram descritas como "os dois grandes sucessos do álbum: hinos que enchem estádios que gritam por desafio e são o que a maioria chamaria de 'clássicos' do Imagine Dragons". A Billboard descreveu a canção como "explosiva" e "poderosa", e interpretou a letra da faixa como sendo sobre "viver fora da caixa que os outros podem colocar em você".

## Créditos e pessoal

### Imagine Dragons
- Dan Reynolds – vocais, teclado
- Wayne Sermon – guitarra elétrica, vocais de apoio
- Ben McKee – baixo, teclado, vocais de apoio
- Daniel Platzman – bateria, percussão

### Produção
- Alex da Kid – produção

## Desempenho nas tabelas musicais
| Tabela musical (2018–19)                                | Melhor posição |
| ------------------------------------------------------- | -------------- |
| República Checa (Singles Digitál Top 100)               | 31             |
| Eslováquia (Singles Digitál Top 100)                    | 20             |
| Estados Unidos (Billboard Hot Rock & Alternative Songs) | 17             |
| Hungria (Stream Top 40)                                 | 30             |
| Nova Zelândia (RMNZ)                                    | 16             |
| Suécia (Sverigetopplistan)                              | 8              |

| Tabela musical (2019)                     | Posição |
| ----------------------------------------- | ------- |
| Estados Unidos (Billboard Hot Rock Songs) | 79      |